# Slovenia International 1963
Die Slovenia International 1963 fanden in Ljubljana statt. Es war die erste Austragung der internationalen Meisterschaften von Slowenien im Badminton.

## Titelträger
| Disziplin    | Sieger                          |
| ------------ | ------------------------------- |
| Herreneinzel | Bernd Frohnwieser               |
| Dameneinzel  | Hilde Themel                    |
| Herrendoppel | Bernd Frohnwieser Harald Pirsch |
| Damendoppel  | Mariča Amf Meta Bogel           |
| Mixed        | Bernd Frohnwieser Hilde Themel  |